# Klin (planina)
Klin (v) je vrh u Zapadnim Tatrama, na granici između Slovačke i Poljske. Njegov vrh je na nadmorskoj visini od 2,176 metres. To je najviši vrh poljskih zapadnih Tatra. Prednji plan je klasični rascijepljeni greben ili dvojni greben, koji se širi pod napetostima zbog duboke erozije u dolinama s obje strane. Najbolji primjer u Tatrama je između Kamieniste i Smreczynski Wierch u blizini.